# Eccles (Grande Manchester)
Eccles è un quartiere di 36 000 abitanti di Salford nella contea della Grande Manchester, in Inghilterra. Fu un municipio fino al 1974.